# Mark Davis (basket-ball, 1960)
Pour les articles homonymes, voir Mark Davis et Davis.
Ne doit pas être confondu avec Mark Davis (basket-ball, 1963) ou Mark Davis (basket-ball, 1973).
Mark Davis, né le 23 décembre 1960, à Philadelphie, en Pennsylvanie, est un ancien joueur américano-australien de basket-ball. Il évolue au poste d'ailier fort.

## Palmarès
- Champion NBL 1986, 1998, 1999
- MVP des Finales NBL 1986
- MVP NBL 1987
- All-NBL First Team 1986, 1987, 1988, 1989, 1991
- All-Star NBL 1988, 1989, 1990, 1991, 1992, 1993, 1994, 1995
- MVP du All-Star Game NBL 1991
- Meilleur rebondeur NBL 1985, 1986, 1987, 1993
- Australian Basketball Hall of Fame 2006